# يان وايت (لاعب هوكي الجليد)
يان وايت (بالإنجليزية: Ian White)‏ (و. 1984  م) هو لاعب هوكي الجليد، كندي، مركز لعبه هو مدافع.

## روابط خارجية
- يان وايت على موقع دوري الهوكي الوطني (الإنجليزية)
- يان وايت على موقع قاعة مشاهير الهوكي (لاعب أن.إتش.أل) (الإنجليزية)
- يان وايت على موقع EliteProspects.com (الإنجليزية)
- يان وايت على موقع HockeyDB.com (الإنجليزية)
- يان وايت على موقع Hockey-Reference.com (الإنجليزية)